# Эрс, Жак
Жак Эрс (фр. Jacques Heers; 6 июля 1924, Париж — 10 января 2013, Анже) — французский историк-медиевист, специалист по истории средневековой Италии.

## Биография
Вырос в Сарте в городке Ла-Ферте-Бернар, где его семья владела кафе на центральной площади. Отец, сын цюрихца и немки из Ганновера, был мобилизован в 1939 году и до капитуляции Франции служил шофером у офицера. Разыскивавшийся немцами как предатель за отказ служить в армии Рейха еще в первую мировую, он вернулся в Сарту, где до конца оккупации скрывался под вымышленным именем, избежав ареста благодаря помощи земляков.
Окончив школу и пройдя дополнительный курс, Жак собирался стать учителем, но правительство Виши в сентябре 1940 года закрыло нормальные школы и ему пришлось продолжить обучение в лицее Ле-Мана. В 1943 году Эрс стал бакалавром, после чего поступил в Сорбонну. Получив в 1948 году учительский сертификат, он преподавал в военной школе в Ле-Мане, а после агрегации (1949) в Алансоне, и затем до 1951-го в Национальном военном училище в Ла-Флеше.
Дальнейшую судьбу Эрса решило знакомство с Фернаном Броделем, председателем агрегационного жюри по истории. Узнав о желании Жака Эрса заняться средиземноморской темой, мэтр школы Анналов предложил ему отправиться в Геную. Итогом четырехлетнего пребывания в лигурийской столице, оплаченного Национальным центром научных исследований, стала докторская диссертация, защищенная в 1958 году в Сорбонне и изданная в 1961 году как монография «Генуя в XV веке».
Вернувшись во Францию, Эрс работал ассистентом у Жоржа Дюби на филологическом факультете в университете Прованса, в 1957—1962 годах преподавал в Алжирском университете, затем в университетах Кана, Руана, Парижа-Нантера и с 1973 года в Сорбонне, где долгое время руководил кафедрой истории Средних веков. В 1971—1973 годах был вице-президентом Общества историков-медиевистов. Закончил преподавательскую работу в 1993 году, сосредоточившись на исследовательской и писательской деятельности.

## Переводы на русский
- Марко Поло. — Ростов-на-Дону: Феникс, 1998. — 352 с. — ISBN 5-222-00454-6.
- Повседневная жизнь папского двора времен Борджиа и Медичи. 1420—1520. — М.: Молодая гвардия, 2007. — 264 с. — (Живая история. Повседневная жизнь человечества). — ISBN 978-5-235-02964-4.
- Людовик XI: ремесло короля. — М.: Молодая гвардия, 2007. — 366, [1] с., [8] л. ил. — (Жизнь замечательных людей). — ISBN 978-5-235-03000-8.
- Рождение капитализма в Средние века. Менялы, ростовщики и крупные финансисты. — СПб.: Евразия, 2018. — 319 с. — ISBN 978-5-91852-184-7.
- Город в Западной Европе в Средние века. Ландшафты, власть и конфликты. — СПб.: Евразия, 2019.
- История крестовых походов. — СПб.; М.: Евразия; ИД «Клио», 2015. — 320 с. — ISBN 978-5-91852-112-0.